# The Principle of Evil Made Flesh
The Principle of Evil Made Flesh je debutovým albem britské extrememetalové skupiny Cradle of Filth. Album se mnohem víc blíží k black metalu než všechna následující, také texty jsou zde více satanistické a protináboženské a některé zpracovávají téma vampirismu, které bylo více rozvedeno zejména na albu Dusk... and Her Embrace.

## Seznam skladeb
1. Darkness Our Bride (Jugular Wedding) – 2:00 [instrumental]
2. The Principle of Evil Made Flesh – 4:34
3. The Forest Whispers My Name – 5:06
4. Iscariot – 2:33 [instrumental]
5. The Black Goddess Rises – 6:48
6. One Final Graven Kiss – 2:15 [instrumental]
7. A Crescendo of Passion Bleeding  – 5:30
8. To Eve the Art of Witchcraft – 5:28
9. Of Mist and Midnight Skies – 8:10
10. In Secret Love We Drown – 1:29 [instrumental]
11. A Dream of Wolves in the Snow – 2:10
12. Summer Dying Fast – 5:39
13. Imperium Tenebrarum – 0:49 (hidden track)

## Sestava
- Dani Filth – zpěv, texty
- Paul Allender – kytara
- Paul Ryan - kytara
- Benjamin Ryan – klávesy
- Robin Eaglestone – baskytara
- Nicholas Barker – bicí
- Andrea Meyer - vokály na pozadí
- Darren White - hostující zpěvák při skladbě A Dream of Wolves in the Snow